# Holte (Danemark)
Pour les articles homonymes, voir Holte.
Holte est un quartier de banlieue de la municipalité de Rudersdal, située à la périphérie nord de Copenhague, au Danemark.

## Géographie

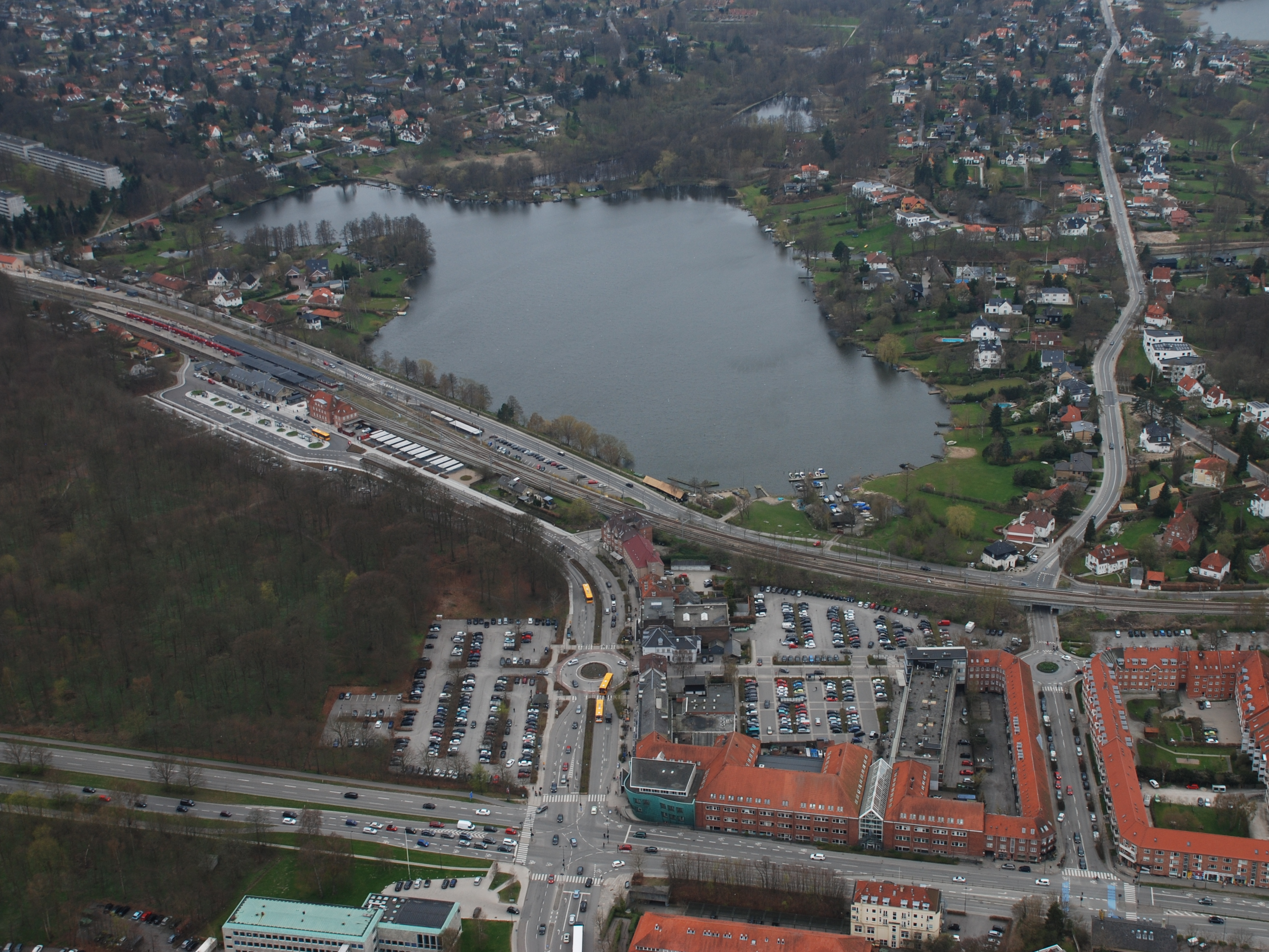
Vue aérienne de Vejlesø à Holte.

Le centre-ville de la localité est centré sur la gare de Holte et est entouré de vastes zones de maisons unifamiliales individuelles ainsi que de plusieurs lacs et forêts.

## Histoire

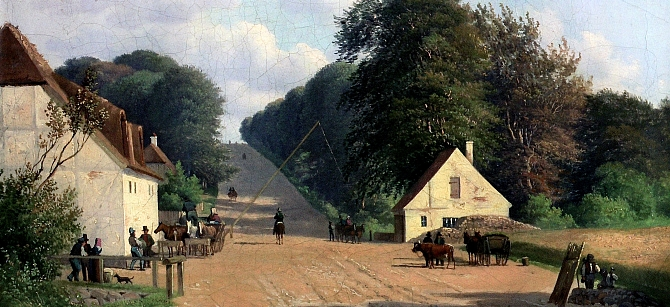
Frederiksborg Kongevej à Geels Bakke dans l'actuel Holte, peinture d'Andréas Juuel.

Le district a fusionné avec les anciens villages de Søllerød et Øverød qui appartiennent tous deux au district postal de Holte (2840 Holte). Gammel Holte (« Vieux Holte »), à quelques kilomètres à l'est, également dans la municipalité de Rudersdal mais fusionné avec la zone urbaine de Hørsholm voisin, est antérieur à ce qu'on appelle maintenant Holte de plusieurs centaines d'années ; dans le passé, Holte était officiellement appelée Ny Holte (« Nouveau Holte ») pour distinguer les deux.
Ny Holte est situé sur un terrain qui appartenait autrefois au domaine Dronninggård. Le nom Holte faisait à l'origine référence au village médiéval de Holte (aujourd'hui Gammel Holte - littéralement « Vieux Holte ») situé à quelques kilomètres au nord-est du quartier moderne. Lorsque le propriétaire de Holtegård a déménagé son auberge sur un nouveau site à Kongevejen dans les années 1780, il lui a donné le nom de Ny Holte Kro (« Auberge de Nouveau Holte »). Ce nom a été adopté pour la gare locale lors de l'ouverture de la Nordbanen (da) (Ligne Nord) en 1864. Le nom de la gare et du quartier environnant a ensuite été changé en Holte tandis que le nom de l'ancien village a été modifié en Gammel Holte (« Ancien Holte »).

## Repères
- L'hôtel de ville de Søllerød, achevé en 1942, a été conçu dans le style fonctionnaliste par Arne Jacobsen et Flemming Lassen.
- Le centre-ville abrite également le centre commercial Holte Midtpunkt.
- L’église de Holte (da), terminée en 1945, s'élève au sommet de Geels Bakke (da) (« colline de Geels »).

## Personnalités notables
- Johanne Hesbeck (1873–1927), photographe, elle a dirigé un studio de portrait à Holte de 1915 à 1927 ;
- Emil Telmányi (1892 - 1988), violoniste hongrois, mort à Holte ;
- Natasja Crone Back (née en 1970), journaliste et présentatrice de télévision danoise, a grandi à Holte[2].

### Sportifs
- Frank Høj (né en 1973 à Holte), coureur cycliste sur route danois à la retraite, a participé aux Jeux olympiques de 2000 et 2004 ;
- Alexander Fischer (né en 1986 à Holte), footballeur danois, avec plus de 350 sélections en club ;
- Peter Gade (né en 1976), ancien joueur de badminton professionnel danois, réside à Holte ;
- Jacob Larsen (né en 1997 à Holte), basketteur danois ;
- Conrad Harder (né en 2005), footballeur danois.